# 图尔宸
圖爾宸（穆麟德轉寫：turcen；？—？），字自中。满洲正白旗人。清朝官员，满进士状元。

## 生平
顺治十一年（1654年），中举人。清顺治十二年（1655年）满榜状元，授翰林院修撰。任兵部郎中，康熙二十二年( 1683 )授甘肃布政使，康熙二十五年四月任陜西巡抚，二十六年正月升礼部侍郎（载《钦定八旗通志：八旗大臣题名二》），盛京工部侍郎，官至工部侍郎。康熙三十七年，以年老乞休。能诗（载杨钟羲《雪橋詩話三集》）。